# Loxostege tetraplaca
Loxostege tetraplaca là một loài bướm đêm trong họ Crambidae.